# Ploča Sangihe
Ploča Sangihe je nedavno (1990-ih) postulirana mikroploča unutar zone sudara Molučkog mora u istočnoj Indoneziji.

## Regionalna tektonika
Tektonsko okruženje regije Molučkog mora je jedinstveno. To je jedini globalni primjer aktivnog sudara dvaju lukova gdje se oba luka subduciraju i tonu u dno oceanskog bazena. Na ploču Molučkih mora su nasjele mikroploče Halmahera i Sangihe. Cijela ova složena struktura je poznata kao Zona sudara Molučkog mora.
Geolozi se još ne slažu u potpunosti s postojanjem Sangihe kao tektonske ploče odvojene od ploče Molučkih mora. Neki vide Sangihe kao zapadni dio ploče Molučkog mora, baš kao što smatraju Halmaheru istočnim dijelom te ploče. Ono što je očito do danas je da je ploča Sangihe bila dio ploče Molučkog mora potopljene tijekom neogena između 45 Ma i 25 Ma.
Seizmički podaci pokazuje da Sangihe na zapadu doseže dubinu od oko 650 km. I Sangihe i Halmahera su izloženi površini, dok je ploča Molučkog mora u potpunosti potopljena ispod ove dvije mikroploče. Južna granica ploče Molučkog mora također je granica Filipinske morske ploče i Australske ploče, a pomiče se prema sjeveru. Budući da su ploča Sangihe i ploča Halmahera u kontinuitetu s pločom Molučkog mora, to implicira da se sve tri ploče kreću prema sjeveru u plaštu s Australskom pločom.